# Rhaphiptera tavakiliani
Rhaphiptera tavakiliani är en skalbaggsart som beskrevs av Lúcia Maria de Campos Fragoso och Monné 1984. Rhaphiptera tavakiliani ingår i släktet Rhaphiptera och familjen långhorningar. Inga underarter finns listade i Catalogue of Life.